# در مظان جرم
در مظان جرم (به انگلیسی: Guilty by Suspicion) فیلمی محصول سال ۱۹۹۱ به کارگردانی ایروین وینکلر است. در این فیلم بازیگرانی همچون رابرت دنیرو، آنت بنینگ، جورج ونت، سام وانامیکر، مارتین اسکورسیزی، پاتریشیا وتیگ، لوک ادواردز، کریس کوپر، بری پریموس، گایلارد سارتاین، برد سالیوان، تام سایزمور، روکسان داوسن و استیون روت ایفای نقش کرده‌اند.

## داستان
«دیوید مریل» کارگردانی در دهه ۱۹۵۰ هالیوود، پس از فیلمبرداری در فرانسه به خانه بازمی‌گردد اما متوجه می‌شود به جرم شرکت در فعالیتهای ضد آمریکایی توسط مجلس نمایندگان مورد بازجویی قرار گرفته و تا زمانی که بیگناهی اش اثبات نشود نمی‌تواند کار کند